# トレッカ
株式会社トレッカ（英文名称Trecca Ltd.）は、かつて存在した東京コカ・コーラボトリンググループの飲料メーカー。清涼飲料水や菓子、雑貨などのOEM生産を中心に行っていた。

## 沿革
- 1969年（昭和44年）6月 - 食料品の製造販売を目的として、株式会社トレッカ（現・株式会社丸仁不動産）設立

清涼飲料水や菓子の製造・販売のみならず、東京都文京区小石川にてレストランを展開するなどしていた。
- 1999年（平成11年）9月 - 株式会社トレッカ設立
- 2012年 1月1日 - 東京コカ・コーラボトリングに吸収合併

## 主な製品
- 清涼飲料 - 緑茶、コーヒー、炭酸飲料、ジュースなど。容器は160ml～500mlの缶、200ml～2リットルのペットボトル、1リットルの紙パック。委託元のレシピや材料を使用した飲料のOEM製造も可能。
- 菓子・食品 - キャンディ、珍味など。
- 雑貨 - 手拭・ネイルシール・タペストリーなどの販売促進用ノベルティ類、節水シャワーヘッド、企業常備用防災グッズなど。

## その他
- コミックマーケット開催中に東京ビッグサイトの自動販売機や売店で、オリジナル飲料水を販売している。